# Discografia di Cardi B
La discografia di Cardi B, rapper statunitense, comprende un album in studio, tre mixtape, oltre cinquanta singoli e cinquanta video musicali.

## Album in studio
| Anno | Titolo e dettagli | Classifiche | Classifiche | Classifiche | Classifiche | Classifiche | Classifiche | Classifiche | Classifiche | Classifiche | Classifiche | Certificazioni                                                                    |
| Anno | Titolo e dettagli | USA         | USA R&B/HH  | USA Rap     | AUS         | CAN         | FRA         | IRE         | NZL         | SWI         | UK          | Certificazioni                                                                    |
| ---- | --- | ----------- | ----------- | ----------- | ----------- | ----------- | ----------- | ----------- | ----------- | ----------- | ----------- | --------------------------------------------------------------------------------- |
| 2018 | Invasion of Privacy - Pubblicato: 6 aprile 2018 - Etichetta: Atlantic - Formati: CD, 2 LP, download digitale, streaming | 1           | 1           | 1           | 5           | 1           | 35          | 2           | 2           | 20          | 5           | - USA: Platino (4) - CAN: Platino (4) - FRA: Oro - NZL: Platino (3) - UK: Platino |
| 2025 | Am I the Drama? - Pubblicato: 19 settembre 2025 - Etichetta: Atlantic - Formato: CD, 2 LP, download digitale, streaming | TBA         | TBA         | TBA         | TBA         | TBA         | TBA         | TBA         | TBA         | TBA         | TBA         |                                                                                   |

## Mixtape
| Anno                                                         | Titolo e dettagli                                                                                                  | Classifiche | Classifiche |
| Anno                                                         | Titolo e dettagli                                                                                                  | USA R&B     | USA Rap     |
| ------------------------------------------------------------ | --- | ----------- | ----------- |
| 2016                                                         | Gangsta Bitch Music, Vol. 1 - Pubblicato: 7 marzo 2016 - Etichetta: KSR - Formati: Download digitale, streaming    | 30          | 20          |
| 2017                                                         | Gangsta Bitch Music, Vol. 2 - Pubblicato: 20 gennaio 2017 - Etichetta: KSR - Formati: Download digitale, streaming | —           | —           |
| "—" indica una pubblicazione non classificata in quel paese. | |             |             |

## Singoli

### Come artista principale
| Anno                                                         | Titolo                                                                                           | Classifiche | Classifiche | Classifiche | Classifiche | Classifiche | Classifiche | Classifiche | Classifiche | Classifiche | Classifiche | Certificazioni | Album di provenienza                                    |
| Anno                                                         | Titolo                                                                                           | USA         | USA R&B/HH  | USA Rap     | AUS         | CAN         | FRA         | IRE         | NZL         | SWI         | UK          | Certificazioni | Album di provenienza                                    |
| ------------------------------------------------------------ | ------------------------------------------------------------------------------------------------ | ----------- | ----------- | ----------- | ----------- | ----------- | ----------- | ----------- | ----------- | ----------- | ----------- | --- | ------------------------------------------------------- |
| 2015                                                         | Cheap Ass Weave                                                                                  | —           | —           | —           | —           | —           | —           | —           | —           | —           | —           | | /                                                       |
| 2016                                                         | Stripper Hoe                                                                                     | —           | —           | —           | —           | —           | —           | —           | —           | —           | —           | | /                                                       |
| 2016                                                         | What a Girl Likes                                                                                | —           | —           | —           | —           | —           | —           | —           | —           | —           | —           | | Underestimated: the Album                               |
| 2016                                                         | Bronx Season                                                                                     | —           | —           | —           | —           | —           | —           | —           | —           | —           | —           | | Underestimated: the Album e Gangsta Bitch Music, Vol. 2 |
| 2017                                                         | Bodak Yellow                                                                                     | 1           | 1           | 1           | 33          | 6           | 127         | 51          | 24          | 74          | 24          | - USA: Platino (11) - AUS: Platino (2) - CAN: Platino (8) - FRA: Platino - NZL: Platino (3) - UK: Platino                      | Invasion of Privacy                                     |
| 2017                                                         | MotorSport (con i Migos e Nicki Minaj)                                                           | 6           | 3           | 3           | 74          | 12          | 123         | 79          | —           | 54          | 49          | - USA: Platino (6) - AUS: Platino - CAN: Platino (3) - FRA: Oro - NZL: Platino - UK: Oro                                       | Culture II                                              |
| 2017                                                         | Bartier Cardi (feat. 21 Savage)                                                                  | 14          | 7           | 6           | 77          | 18          | 191         | 51          | —           | 79          | 40          | - USA: Platino (4) - CAN: Platino (3) - NZL: Platino - UK: Argento                                                             | Invasion of Privacy                                     |
| 2018                                                         | Be Careful                                                                                       | 11          | 8           | 6           | 65          | 24          | —           | 25          | 39          | —           | 24          | - USA: Platino (4) - CAN: Platino (2) - NZL: Platino - UK: Oro                                                                 | Invasion of Privacy                                     |
| 2018                                                         | I Like It (con Bad Bunny e J Balvin)                                                             | 1           | 1           | 1           | 14          | 2           | 19          | 10          | 7           | 8           | 8           | - USA: Platino (11) - AUS: Platino (4) - CAN: Diamante - FRA: Diamante - NZL: Platino (4) - SWI: Platino (2) - UK: Platino (3) | Invasion of Privacy                                     |
| 2018                                                         | Ring (feat. Kehlani)                                                                             | 28          | 17          | 14          | —           | 61          | —           | —           | —           | —           | —           | - USA: Platino (3) - CAN: Oro - NZL: Platino - UK: Argento                                                                     | Invasion of Privacy                                     |
| 2018                                                         | Money                                                                                            | 13          | 6           | 6           | 65          | 30          | —           | 35          | 36          | —           | 35          | - USA: Platino (4) - CAN: Platino (4) - FRA: Oro - NZL: Platino (2) - UK: Oro                                                  | /                                                       |
| 2019                                                         | Please Me (con Bruno Mars)                                                                       | 3           | 1           | 1           | 22          | 12          | 116         | 21          | 12          | 57          | 12          | - USA: Platino (3) - CAN: Platino (2) - FRA: Oro - NZL: Platino (2) - UK: Oro                                                  | /                                                       |
| 2019                                                         | Press                                                                                            | 16          | 6           | 5           | 65          | 37          | 158         | 38          | —           | 97          | 44          | - USA: Platino - CAN: Platino                                                                                                  | /                                                       |
| 2019                                                         | Yes (con Fat Joe e Anuel AA)                                                                     | 115         | —           | —           | —           | —           | —           | —           | —           | —           | —           | - USA: Oro | Family Ties                                             |
| 2020                                                         | La bebe (Remix) (con Anuel AA e Black Jonas Point feat. Secreto "El Famoso Biberon" & Liro Shaq) | —           | —           | —           | —           | —           | —           | —           | —           | —           | —           | | /                                                       |
| 2020                                                         | WAP (feat. Megan Thee Stallion)                                                                  | 1           | 1           | 1           | 1           | 1           | 30          | 1           | 1           | 5           | 1           | - USA: Platino (8) - AUS: Platino (4) - CAN: Platino (8) - FRA: Platino - NZL: Platino (4) - UK: Platino (2)                   | Am I the Drama?                                         |
| 2021                                                         | Up                                                                                               | 1           | 1           | 1           | 11          | 7           | 169         | 11          | 14          | 47          | 16          | - USA: Platino (2) - AUS: Platino - CAN: Platino (4) - FRA: Oro - NZL: Platino (2) - UK: Platino                               | Am I the Drama?                                         |
| 2022                                                         | No Love (Remix) (con Summer Walker e SZA)                                                        | —           | —           | —           | —           | —           | —           | —           | —           | —           | —           | | /                                                       |
| 2022                                                         | Shake It (con Kay Flock, Dougie B e Bory300)                                                     | 51          | 14          | 11          | —           | 53          | —           | —           | —           | —           | —           | - USA: Platino | /                                                       |
| 2022                                                         | Hot Shit (con Kanye West e Lil Durk)                                                             | 13          | 7           | 5           | 39          | 28          | —           | 60          | —           | —           | 59          | | /                                                       |
| 2022                                                         | Tomorrow 2 (con GloRilla)                                                                        | 9           | 3           | 2           | —           | 82          | —           | —           | —           | —           | —           | - USA: Oro - CAN: Oro | Anyways, Life's Great...                                |
| 2022                                                         | Despechá RMX (con Rosalía)                                                                       | —           | —           | —           | —           | —           | —           | —           | —           | —           | —           | | /                                                       |
| 2023                                                         | Point Me 2 (con FendiDa Rappa)                                                                   | 82          | 20          | 14          | —           | —           | —           | —           | —           | —           | —           | - USA: Oro | /                                                       |
| 2023                                                         | Jealousy (con Offset)                                                                            | 55          | 26          | 24          | —           | —           | —           | —           | —           | —           | —           | | Set It Off                                              |
| 2023                                                         | Bongos (feat. Megan Thee Stallion)                                                               | 14          | 4           | 3           | —           | 43          | —           | 64          | —           | —           | 35          | - CAN: Oro | /                                                       |
| 2024                                                         | Enough (Miami)                                                                                   | 9           | —           | —           | —           | 75          | —           | —           | —           | —           | 85          | | /                                                       |
| 2024                                                         | Puntería (con Shakira)                                                                           | 72          | —           | —           | —           | —           | —           | —           | —           | 62          | —           | - USA: Platino (3) (Latin) | Las mujeres ya no lloran                                |
| 2024                                                         | Wanna Be Remix (con GloRilla e Megan Thee Stallion)                                              | —           | —           | —           | —           | —           | —           | —           | —           | —           | —           | | /                                                       |
| 2024                                                         | On Dat Money (con Rob49)                                                                         | —           | —           | —           | —           | —           | —           | —           | —           | —           | —           | | /                                                       |
| 2025                                                         | Toot It Up (con Pardison Fontaine)                                                               | —           | —           | —           | —           | —           | —           | —           | —           | —           | —           | | /                                                       |
| 2025                                                         | Outside                                                                                          | 10          | 2           | 2           | —           | 61          | —           | —           | —           | —           | 72          | | Am I the Drama?                                         |
| 2025                                                         | Imaginary Playerz                                                                                | —           | —           | —           | —           | —           | —           | —           | —           | —           | —           | | Am I the Drama?                                         |
| "—" indica una pubblicazione non classificata in quel paese. |                                                                                                  |             |             |             |             |             |             |             |             |             |             | |                                                         |

### Come artista ospite
| Anno                                                         | Titolo | Classifiche | Classifiche | Classifiche | Classifiche | Classifiche | Classifiche | Classifiche | Classifiche | Classifiche | Classifiche | Certificazioni                                                                                             | Album di provenienza         |
| Anno                                                         | Titolo | USA         | USA R&B/HH  | USA Rap     | AUS         | CAN         | FRA         | IRE         | NZL         | SWI         | UK          | Certificazioni                                                                                             | Album di provenienza         |
| ------------------------------------------------------------ | --- | ----------- | ----------- | ----------- | ----------- | ----------- | ----------- | ----------- | ----------- | ----------- | ----------- | --- | ---------------------------- |
| 2016                                                         | Gimme Head Too (J.R. feat. Cardi B)                                                                               | —           | —           | —           | —           | —           | —           | —           | —           | —           | —           | | In Due Time                  |
| 2016                                                         | Fuck Me Up (TJR feat. Cardi B)                                                                                    | —           | —           | —           | —           | —           | —           | —           | —           | —           | —           | | /                            |
| 2016                                                         | Want My Love Back (Cashflow Harlem feat. Cardi B & Ryan Dudley)                                                   | —           | —           | —           | —           | —           | —           | —           | —           | —           | —           | | Rich Thoughts Poor Habits    |
| 2016                                                         | Island Girls (HoodCelebrityy feat. Cardi B, Josh X & Young Chow)                                                  | —           | —           | —           | —           | —           | —           | —           | —           | —           | —           | | /                            |
| 2016                                                         | She a Bad One (BBA) [Remix] (Red Café feat. Cardi B)                                                              | —           | —           | —           | —           | —           | —           | —           | —           | —           | —           | | /                            |
| 2016                                                         | Heaven on My Mind (Josh X feat. Cardi B)                                                                          | —           | —           | —           | —           | —           | —           | —           | —           | —           | —           | | /                            |
| 2017                                                         | Right Now (PHresher feat. Cardi B)                                                                                | —           | —           | —           | —           | —           | —           | —           | —           | —           | —           | | /                            |
| 2017                                                         | Cute (Remix) (DRAM feat. Cardi B)                                                                                 | —           | —           | —           | —           | —           | —           | —           | —           | —           | —           | | /                            |
| 2017                                                         | No Limit (G-Eazy feat. ASAP Rocky & Cardi B)                                                                      | 4           | 2           | 2           | 43          | 7           | 163         | 61          | 21          | 54          | 45          | - USA: Platino (7) - AUS: Platino - CAN: Platino (4) - NZL: Platino (3) - UK: Oro                          | The Beautiful & Damned       |
| 2017                                                         | La modelo (Ozuna feat. Cardi B)                                                                                   | 52          | —           | —           | —           | 84          | —           | —           | —           | —           | —           | | Aura                         |
| 2018                                                         | Finesse (Bruno Mars feat. Cardi B)                                                                                | 3           | 1           | —           | 6           | 3           | 13          | 5           | 2           | 29          | 5           | - USA: Platino (4) - AUS: Platino (3) - FRA: Platino - SWI: Oro - UK: Platino (2)                          | 24K Magic                    |
| 2018                                                         | Ahora dice (Real hasta la muerte Remix) (Chris Jeday feat. J Balvin, Ozuna, Arcángel, Cardi B, Offset & Anuel AA) | 104         | —           | —           | —           | —           | —           | —           | —           | —           | —           | | /                            |
| 2018                                                         | Girls (Rita Ora feat. Cardi B, Bebe Rexha & Charli XCX)                                                           | 103         | —           | —           | 52          | 72          | 138         | 26          | —           | 54          | 22          | - AUS: Oro - NZL: Oro - UK: Oro                                                                            | Phoenix                      |
| 2018                                                         | Dinero (Jennifer Lopez feat. DJ Khaled & Cardi B)                                                                 | 80          | —           | —           | —           | 75          | 140         | —           | —           | —           | —           | - USA: Oro                                                                                                 | /                            |
| 2018                                                         | Girls like You (Maroon 5 feat. Cardi B)                                                                           | 1           | —           | —           | 2           | 1           | 4           | 5           | 1           | 4           | 7           | - USA: Diamante - AUS: Platino (9) - CAN: Platino (9) - FRA: Diamante - NZL: Platino (6) - UK: Platino (3) | Red Pill Blues               |
| 2018                                                         | Who Want the Smoke? (Lil Yachty feat. Cardi B & Offset)                                                           | 109         | 105         | —           | —           | —           | —           | —           | —           | —           | —           | - USA: Oro                                                                                                 | Nuthin' 2 Prove              |
| 2018                                                         | Backin' It Up (Pardison Fontaine feat. Cardi B)                                                                   | 40          | 18          | 16          | —           | —           | —           | —           | —           | —           | —           | - USA: Platino - NZL: Platino                                                                              | UNDER8ED                     |
| 2018                                                         | Taki Taki (DJ Snake feat. Ozuna, Cardi B & Selena Gomez)                                                          | 11          | —           | —           | 24          | 7           | 2           | 16          | 12          | 3           | 15          | - USA: Platino (4) - AUS: Platino (2) - CAN: Platino (3) - FRA: Diamante - NZL: Platino (2) - UK: Platino  | Carte blanche                |
| 2018                                                         | Mi mami (El Alfa feat. Cardi B)                                                                                   | —           | —           | —           | —           | —           | —           | —           | —           | —           | —           | | El hombre                    |
| 2019                                                         | Twerk (City Girls feat. Cardi B)                                                                                  | 29          | 14          | 13          | —           | 70          | —           | —           | —           | —           | —           | - USA: Platino - NZL: Oro                                                                                  | Girl Code                    |
| 2019                                                         | Clout (Offset feat. Cardi B)                                                                                      | 39          | 17          | 15          | —           | 41          | —           | —           | —           | —           | 64          | - USA: Platino (3) - FRA: Oro - NZL: Oro - UK: Argento                                                     | Father of 4                  |
| 2019                                                         | South of the Border (Ed Sheeran feat. Camila Cabello & Cardi B)                                                   | 49          | —           | —           | 12          | 14          | 75          | 6           | 14          | 19          | 4           | - USA: Oro - AUS: Platino (4) - CAN: Platino (6) - FRA: Platino - NZL: Platino (3) - UK: Platino (2)       | No. 6 Collaborations Project |
| 2019                                                         | Writing on the Wall (French Montana feat. Post Malone, Cardi B & Rvssian)                                         | 56          | 33          | —           | 43          | 18          | —           | 42          | —           | 54          | 44          | - USA: Oro - CAN: Oro                                                                                      | Montana                      |
| 2020                                                         | Me gusta (Anitta feat. Cardi B & Myke Towers)                                                                     | 91          | —           | —           | —           | 92          | —           | 63          | —           | 56          | —           | | Versions of Me               |
| 2021                                                         | Wild Side (Normani feat. Cardi B)                                                                                 | 14          | —           | —           | —           | 59          | —           | 77          | —           | —           | 49          | - USA: Oro - CAN: Oro - NZL: Oro - UK: Argento                                                             | Dopamine                     |
| 2021                                                         | Rumors (Lizzo feat. Cardi B)                                                                                      | 4           | 1           | 1           | 17          | 12          | —           | 16          | 23          | 85          | 20          | - USA: Platino - CAN: Platino - NZL: Oro - UK: Argento                                                     | /                            |
| 2023                                                         | Put It on da Floor Again (Latto feat. Cardi B)                                                                    | 13          | 6           | —           | —           | —           | —           | —           | —           | —           | —           | - USA: Platino                                                                                             | Sugar Honey Iced Tea         |
| 2025                                                         | Higher Love (Desi Trill feat. DJ Khaled, Cardi B, Natania & Subhi)                                                | —           | —           | —           | —           | —           | —           | —           | —           | —           | —           | | Smurfs Soundtrack            |
| "—" indica una pubblicazione non classificata in quel paese. | |             |             |             |             |             |             |             |             |             |             | |                              |

### Singoli promozionali
| Anno | Titolo             | Classifiche | Classifiche | Classifiche | Classifiche | Classifiche | Classifiche | Classifiche | Classifiche | Classifiche | Certificazioni                       | Album di provenienza |
| Anno | Titolo             | USA         | USA R&B/HH  | USA Rap     | AUS         | CAN         | FRA         | IRE         | SWI         | UK          | Certificazioni                       | Album di provenienza |
| ---- | ------------------ | ----------- | ----------- | ----------- | ----------- | ----------- | ----------- | ----------- | ----------- | ----------- | ------------------------------------ | -------------------- |
| 2018 | Drip (feat. Migos) | 21          | 15          | 11          | 60          | 31          | 187         | 72          | 95          | 41          | - USA: Platino - CAN: Oro - NZL: Oro | Invasion of Privacy  |

## Video musicali
| Anno | Titolo                                                                               | Regista                                             |
| ---- | ------------------------------------------------------------------------------------ | --------------------------------------------------- |
| 2015 | Cheap Ass Weave                                                                      | Renel Jolly                                         |
| 2016 | Foreva                                                                               | Picture Perfect                                     |
| 2016 | Washpoppin                                                                           | Picture Perfect                                     |
| 2016 | She a Bad One (BBA) [Remix] (Red Café feat. Cardi B)                                 | Red Café                                            |
| 2016 | Heaven on My Mind (Josh X feat. Cardi B)                                             | Mazi O.                                             |
| 2017 | Red Barz                                                                             | Benji Filmz                                         |
| 2017 | Look at Me (Popperazzi Po feat. Cardi B & Billionaire Black)                         | Benji Filmz                                         |
| 2017 | Lick (Remix) (feat. Offset)                                                          | Mazi O.                                             |
| 2017 | Pull Up                                                                              | Benji Filmz                                         |
| 2017 | Bodak Yellow                                                                         | Picture Perfect                                     |
| 2017 | MotorSport (con i Migos e Nicki Minaj)                                               | Bradley & Pablo e Quavo                             |
| 2017 | La modelo (Ozuna feat. Cardi B)                                                      | Nuno Gomez                                          |
| 2017 | No Limit (Remix) (G-Eazy feat. ASAP Rocky, Cardi B, French Montana, Juicy J & Belly) | Daniel Cz                                           |
| 2018 | Finesse (Bruno Mars feat. Cardi B)                                                   | Bruno Mars e Florent Dechard                        |
| 2018 | Bartier Cardi (feat. 21 Savage)                                                      | Petra Collins                                       |
| 2018 | Dinero (Jennifer Lopez feat. DJ Khaled & Cardi B)                                    | Joseph Kahn                                         |
| 2018 | Be Careful                                                                           | Jora Frantzis                                       |
| 2018 | Girls (Rita Ora feat. Cardi B, Bebe Rexha & Charli XCX)                              | Helmi                                               |
| 2018 | I Like It (con Bad Bunny e J Balvin)                                                 | Eif Rivera                                          |
| 2018 | Girls like You (Maroon 5 feat. Cardi B)                                              | David Dobkin                                        |
| 2018 | Ring (feat. Kehlani)                                                                 | Mike Ho                                             |
| 2018 | Backin' It Up (Pardison Fontaine feat. Cardi B)                                      | Kid Art                                             |
| 2018 | Taki Taki (DJ Snake feat. Ozuna, Cardi B & Selena Gomez)                             | Colin Tilley                                        |
| 2018 | Mi mami (El Alfa feat. Cardi B)                                                      | Fernando Lugo                                       |
| 2018 | Money                                                                                | Jora Frantzis                                       |
| 2019 | Please Me (con Bruno Mars)                                                           | Bruno Mars e Florent Dechard                        |
| 2019 | Twerk (City Girls feat. Cardi B)                                                     | Daps e Sara Lacombe                                 |
| 2019 | Thotiana (Remix) (Blueface feat. Cardi B & YG)                                       | Cole Bennett                                        |
| 2019 | Clout (Offset feat. Cardi B)                                                         | Daniel Russel                                       |
| 2019 | Wish Wish (DJ Khaled feat. Cardi B & 21 Savage)                                      | Eif Rivera                                          |
| 2019 | Press                                                                                | Jora Frantzis e Cardi B                             |
| 2019 | South of the Border (Ed Sheeran feat. Camila Cabello & Cardi B)                      | Jason Koenig                                        |
| 2019 | Yes (con Fat Joe e Anuel AA)                                                         | Eif Rivera                                          |
| 2019 | Writing on the Wall (French Montana feat. Post Malone, Cardi B & Rvssian)            | Myles Whittingham e French Montana                  |
| 2020 | WAP (feat. Megan Thee Stallion)                                                      | Colin Tilley                                        |
| 2020 | Me gusta (Anitta feat. Cardi B & Myke Towers)                                        | Daniel Russel                                       |
| 2021 | Up                                                                                   | Tanja Muïn'o                                        |
| 2021 | Wild Side (Normani feat. Cardi B)                                                    | Tanja Muïn'o                                        |
| 2021 | Rumors (Lizzo feat. Cardi B)                                                         | Tanja Muïn'o                                        |
| 2022 | No Love (Extended) (con Summer Walker e SZA)                                         | —                                                   |
| 2022 | Shake It (con Kay Flock, Dougie B e Bory300)                                         | —                                                   |
| 2022 | Hot Shit (con Kanye West e Lil Durk)                                                 | Lado Kvatanija                                      |
| 2023 | Put It on da Floor Again (Latto feat. Cardi B)                                       | HidjiWorld e Latto                                  |
| 2023 | Jealousy (con Offset)                                                                | Offset                                              |
| 2023 | Bongos (feat. Megan Thee Stallion)                                                   | Tanja Muïn'o                                        |
| 2024 | Enough (Miami)                                                                       | Patience Harding                                    |
| 2024 | Puntería (con Shakira)                                                               | Hannah Lux Davis                                    |
| 2024 | On Dat Money (con Rob49)                                                             | George Buford, Frederick Buford e Directedbyfrankie |
| 2025 | Toot It Up (con Pardison Fontaine)                                                   | Kid Art                                             |
| 2025 | Imaginary Players                                                                    | Cardi B e Patientce Foster                          |